# برنارد کارلگرن
برنارد کارلگرن (به سوئدی: Klas Bernhard Johannes Karlgren) (۱۵ اکتبر ۱۸۸۹ – ۲۰ اکتبر ۱۹۷۸) چین‌شناس و زبان‌شناس سوئدی بود. او در مطالعات زبان‌شناسی تاریخی چینی پیشگام بود و اقدام به بازسازی چینی کهن و چینی میانه با استفاده از مستندات تاریخی کرد. کارلگرن در اوایل قرن بیستم میلادی، روشی برای دسته‌بندی گونه‌های چینی معرفی کرد. این سامانه بسیار مورد بازنگری قرار گرفته‌است، اما همچنان به شدت به بینش‌ها و روش‌های او وابسته است.